# Cheveux blonds

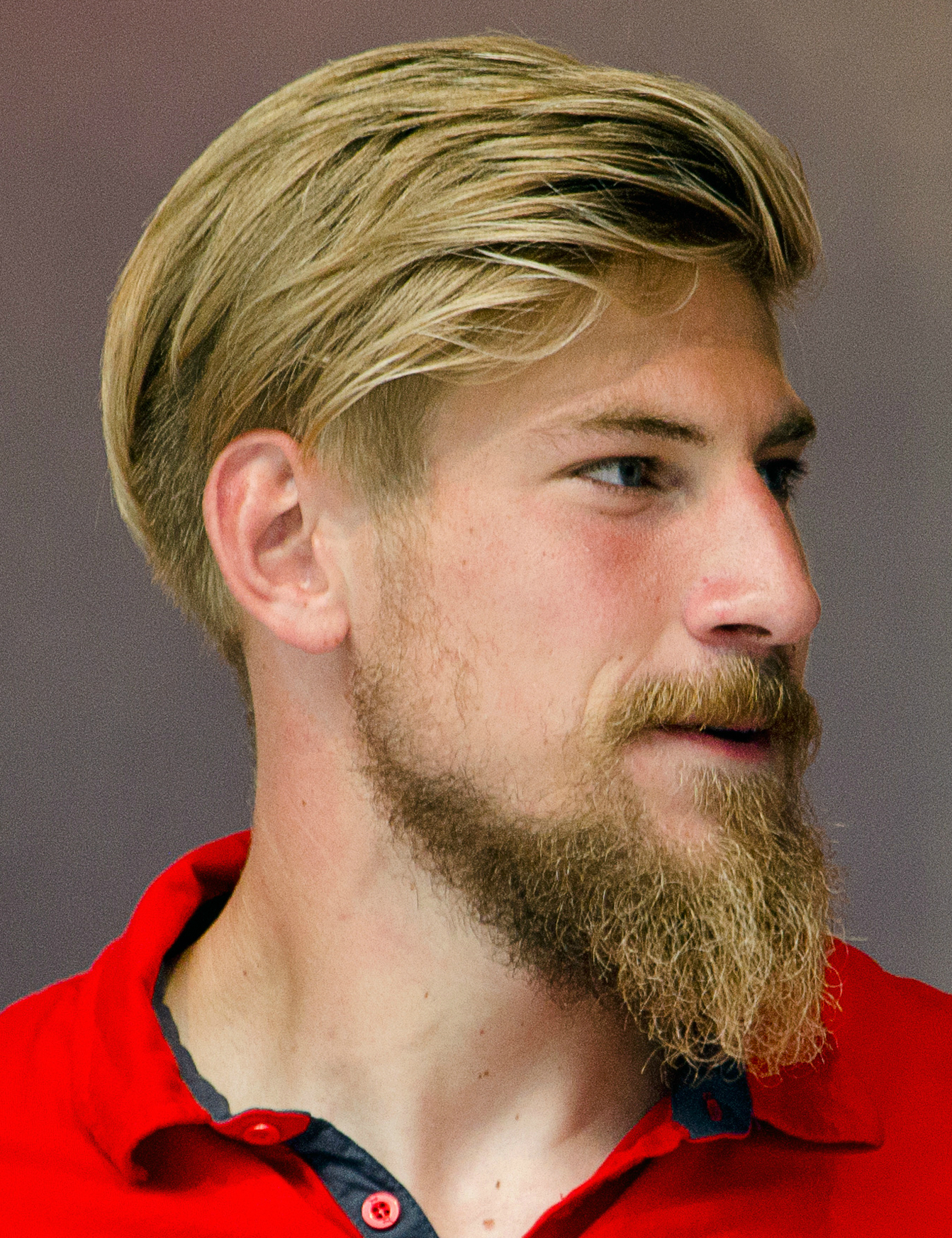
Un homme aux cheveux et à la barbe blonds (Lars Unnerstall).

La blondeur est l'attribut des personnes ayant des cheveux de teinte plutôt claire, « jaunes » ou dorés, blond vénitien, cendrés ou platine.
À l'état naturel, cette caractéristique se rencontre en grande majorité chez les populations européennes ou d'ascendance européenne, en particulier celles d'Europe du Nord et, plus faiblement, en Europe centrale et en Europe de l'Est. On la retrouve néanmoins également, dans une moindre mesure, dans le bassin méditerranéen (Europe du Sud ; Afrique du Nord-Ouest : Amazighs (Chleuhs et Rifains au Maroc, Kabyles et Chaouis en Algérie), nord de la Tunisie, Guanches des Canaries ; Proche-Orient : Syrie, Liban, Palestine), en Asie centrale (peuples turcs), en Grande Perse (Yézidis, Baloutches d'Iran, Bakhtiaris, populations de Guilan et de Mazandaran, Nouristanis en Afghanistan, Kalash au Pakistan), au nord de l'Asie de l'Est (Mongols), en Sibérie (Nénètses, Nganassanes, Mansi, Khantys), en Asie du Sud-Est (Hmong) et en Océanie (Mélanésiens, Micronésiens, Polynésiens, Aborigènes d'Australie).

## Étymologie

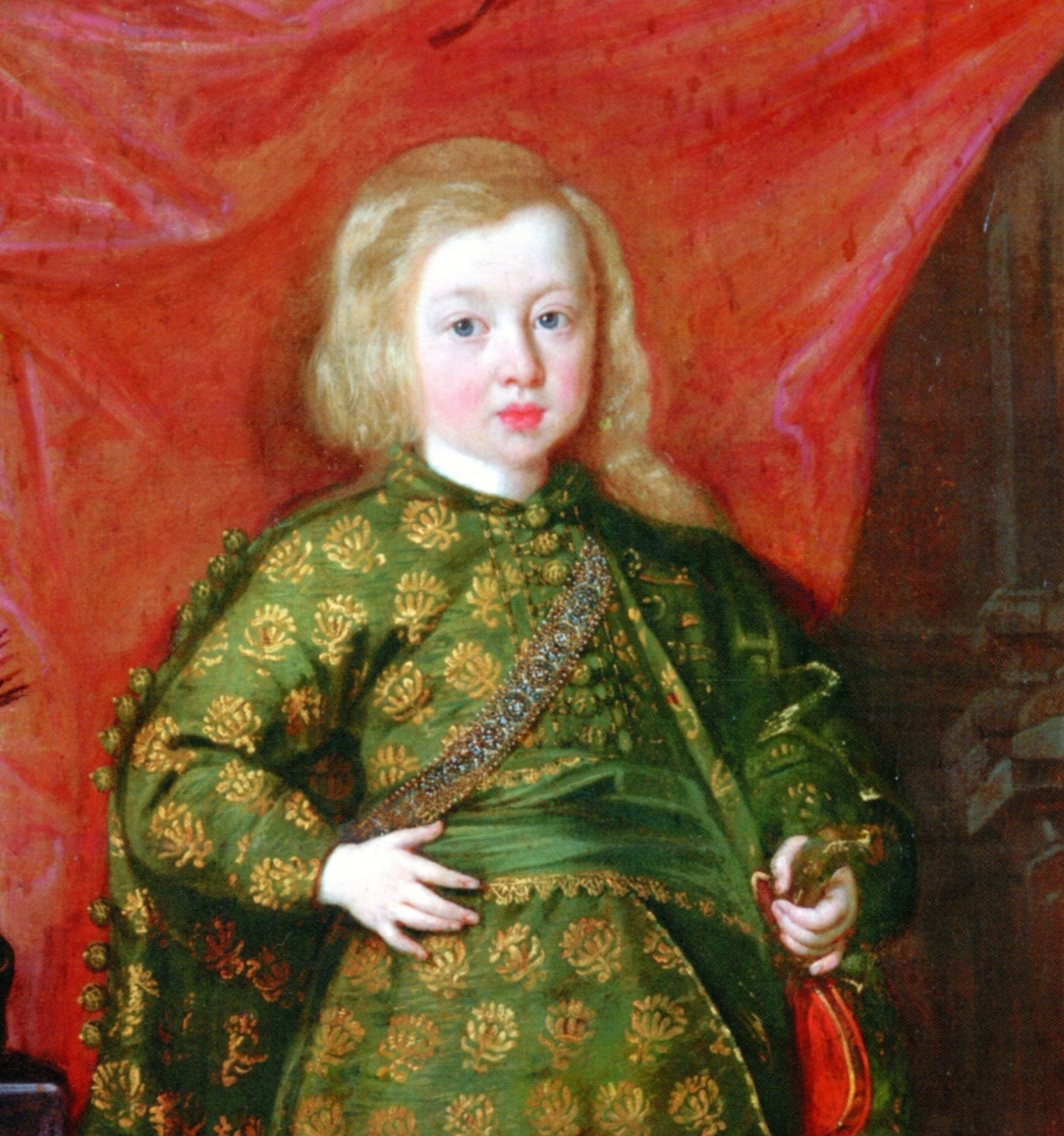
Détail d'un portrait du prince héritier de Pologne Sigismond Casimir Vasa (c. 1644), aux cheveux blonds caractéristiques qui se sont assombris avec le temps comme le confirment ses effigies ultérieures.

Le mot « blond » est documenté pour la première fois en anglais en 1481 et dérive du vieux français blund, blont, qui signifie une « couleur à mi-chemin entre le doré et le châtain clair ».
Les linguistes qui privilégient une origine latine pour ce mot disent que Medieval Latin blundus était une prononciation vulgaire du latin flavus, signifiant également « jaune ». La plupart des autorités, notamment françaises, attestent de l'origine franque. En Angleterre, le terme blond a progressivement éclipsé le terme « fair », de même signification, du vieil anglais fæġer, faisant que « fair » est devenu plus tard un terme général pour « teint clair ». Le mot a été réintroduit en anglais au XVIIe siècle à partir du français.

## Anthropologie

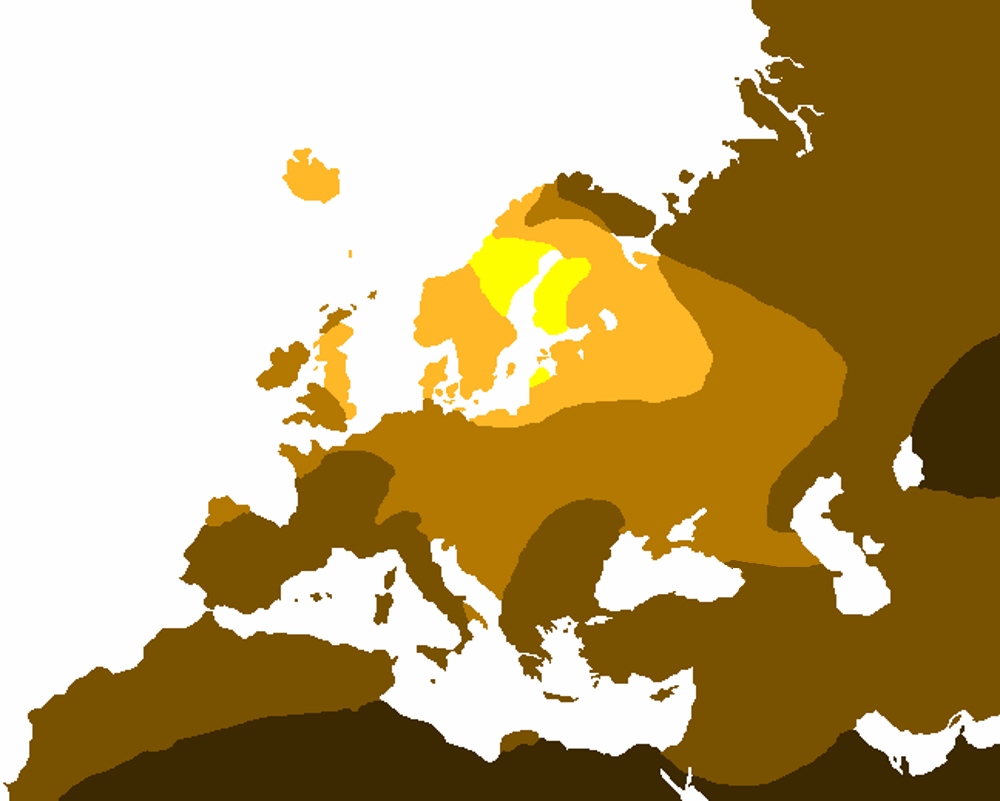
Proportion de personnes aux cheveux blonds en Europe :
80 % et plus
de 50 à 79 %
de 20 à 49 %
de 1 à 19 %
moins de 1 %

La mutation du gène MC1R ayant abouti à la couleur blonde s'est produite il y a 11 000 ans, pendant la dernière période glaciaire. Il est possible que le caractère blond ait été apprécié par les populations préhistoriques pour sa rareté.
Selon l'anthropologue canadien Peter Frost, sa fréquence en Europe aurait pour origine une sélection sexuelle, à l'époque du Paléolithique.

### France et Europe occidentale

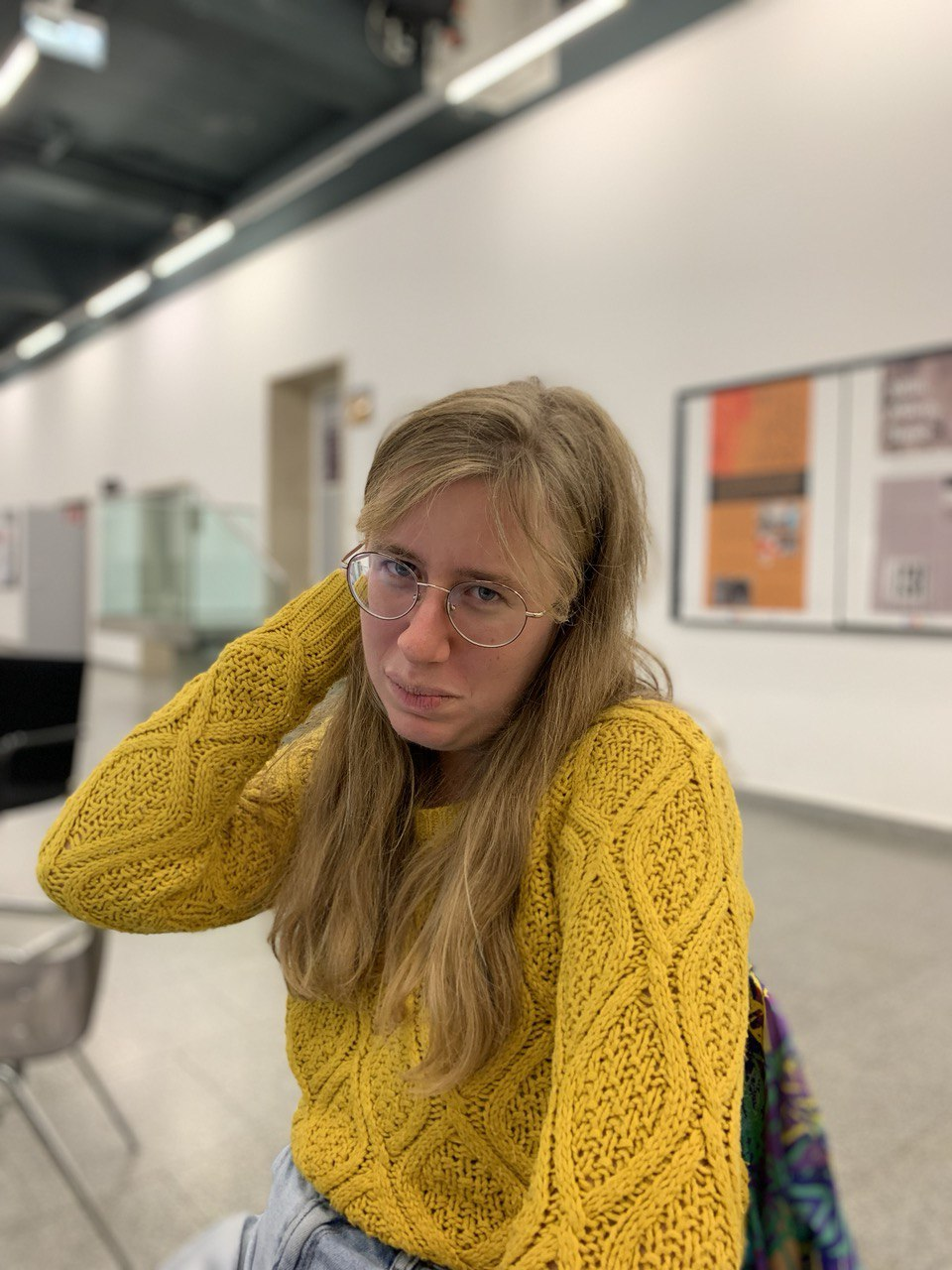
Jeune fille aux cheveux blonds naturels.

La France comportait par exemple en 2002 environ :
- 10  % de blonds (surtout dans le Nord et l'Est de la France, en Normandie et en Bretagne) ;
- 50  % de personnes aux cheveux châtain (du clair au foncé) ;
- 20  % de personnes aux cheveux gris ;
- 10  % de personnes aux cheveux noirs ;
- 5  % de roux ;
- 2,5  % de brun foncé ;
- 2,5  % de personnes aux cheveux blancs.

### Europe du Nord
Les pays nordiques sont ceux où les blonds sont les plus nombreux (près des trois quarts de la population). Cela s'explique principalement par la situation géographique de ces pays et la relative homogénéité de la population. Les chercheurs Nina Jablonski et George Chaplin ont montré, en 2000, la corrélation entre la pâleur de la peau (généralement associée chez les Européens à un déficit général en mélanine qui se traduit également au niveau des cheveux) et la faible quantité de radiations UV typique des hautes latitudes.

### Europe de l'Est
Dans les régions d'Europe de l'Est, on retrouve une proportion de blonds plus ou moins élevée.

### Proche-Orient

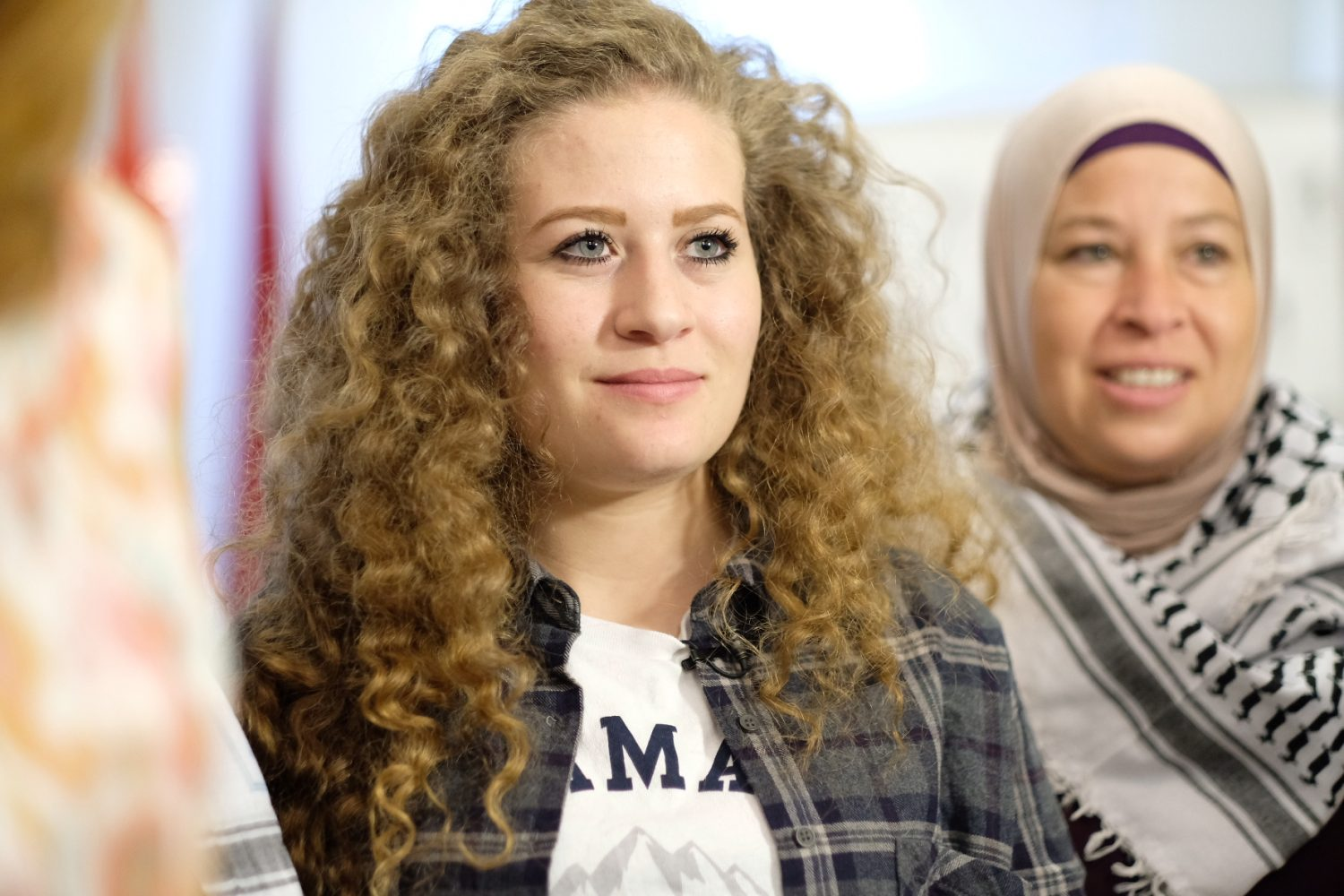
La Palestinienne Ahed al-Tamimi, dont les cheveux sont naturellement blonds.

La blondeur est notamment parfois présente chez les populations du Proche-Orient : en Syrie, au Liban ou en Palestine, on retrouve quelquefois des personnes aux cheveux blonds.

### Maghreb
Au Maghreb, on retrouve le phénomène de blondeur principalement chez les populations amazighes du Maroc dans le Rif, le Souss et d’autres régions de l’Atlas, du Nord de l'Algérie en Kabylie et dans l'Aurès, chez les populations du Nord de la Tunisie, et chez les Guanches, population autochtone des Canaries d'origine berbère.

### Asie centrale
Certains peuples turcs comportent eux aussi une proportion de blonds au sein de leur population.

### Grande Perse
Dans la région historique de la Grande Perse, on retrouve la blondeur chez certains peuples iraniens dont les Yézidis, les Baloutches d'Iran, Bakhtiaris, et populations des provinces de Guilan et de Mazandaran en Iran, les Nouristani en Afghanistan, les Kalash au Pakistan, etc.

### Mongolie et Sibérie
En Asie la blondeur se retrouve notamment chez les Mongols et chez certaines populations de Sibérie telles que les Nénètses, les Nganassanes, les Mansis, les Khantys, etc.

### Asie du Sud-Est

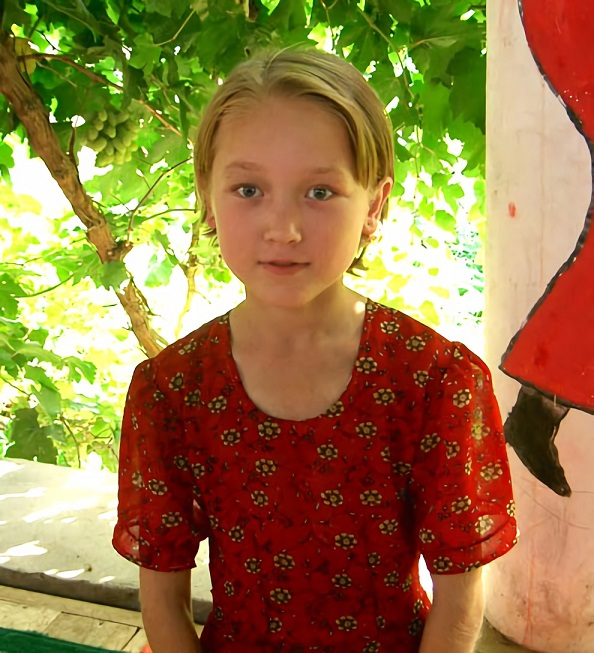
Jeune fille ouïghoure avec des cheveux blonds naturels (Xinjiang, Chine).

On retrouve des blonds chez les Hmong, ethnie originaire du nord du Vietnam. Il est en revanche rare de trouver des blonds chez les Hmong de Chine car ils y sont très métissés avec les Han. Les Hmong blonds se retrouvent principalement dans les zones de collines isolées de l'Asie du Sud-Est. Néanmoins, la plupart des Hmong ont les cheveux noirs. En grandissant, les cheveux des Hmong blonds ont tendance à se foncer.

### Océanie

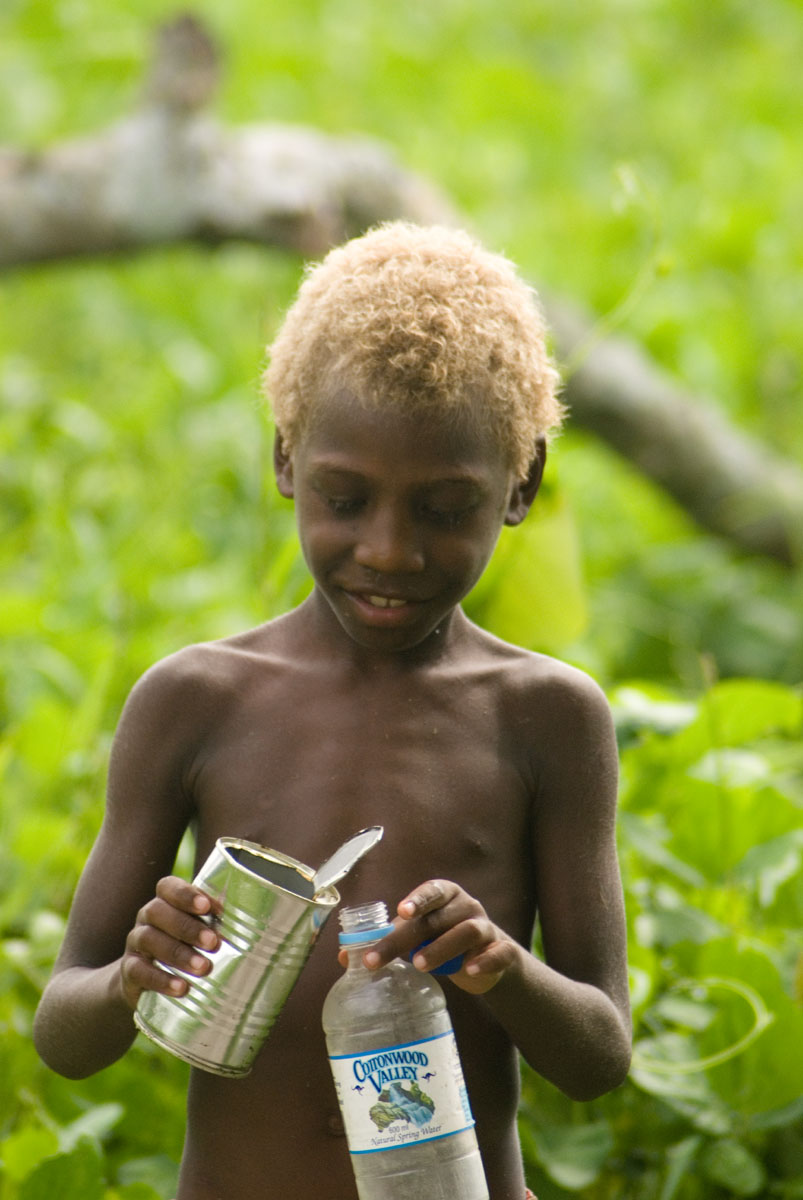
Garçon blond au Vanuatu.

La blondeur existe aussi dans des populations non européennes, comme c'est le cas chez certains peuples indigènes des régions d'Océanie : Mélanésiens, Micronésiens, Polynésiens et Aborigènes d'Australie.
Le gène, du fait de l'isolement insulaire, se serait transmis et répandu parmi ces populations.
Selon une communication présentée par Jean Poirier (1921-2009), en Polynésie il serait dû à un peuplement d'origine mongole (et peut-être proto-indonésienne) sur lequel se seraient greffés des éléments caucasiens.
La blondeur des Mélanésiens pourrait quant à elle être due à la mutation de plusieurs gènes de pigmentation mais aussi être attribuée aussi bien à l'exposition au soleil qu'à la sélection sexuelle et est combinée à une peau foncée.

## Blondeur pathologique
L'albinisme peut donner chez certaines personnes une couleur blonde aux cheveux, mais il n'est pas en jeu chez les blonds ordinaires.
Les déficits nutritionnels graves chez les jeunes enfants peuvent aussi entraîner un pâlissement de la chevelure.
Chez les albinos ou les personnes âgées aux cheveux entièrement dépourvus de pigment, on peut parfois observer une coloration jaune pâle due à la kératine.

## Blondeur artificielle
La coloration blonde des cheveux, mise en avant par les stars du cinéma comme Brigitte Bardot ou encore Marilyn Monroe (Les hommes préfèrent les blondes), ou de la musique comme Lady Gaga et Britney Spears, est répandu dans le milieu de la télé, du cinéma, du show-biz et dans toute la société, grâce aux campagnes publicitaires sur les produits de teintures[réf. nécessaire].

## Histoire de la teinture en blond
Durant l'Antiquité, les femmes grecques et romaines aiment changer de couleur de leurs cheveux pour suivre la mode qui prône parfois la blondeur. Elle se teignent les cheveux à l'aide de produits alcalins (eau de chaux, dérivés d'ammoniac du type fientes de pigeon ou urine fermentée d'enfants) qui favorisent la pénétration dans la tige capillaire de différentes lotions éclaircissantes (suc et jus de végétaux telles la camomille, l'Orcanette des teinturiers, l'huile de lentisque et la lie du vinaigre). La blondeur est particulièrement prisée chez les prostituées romaines et les hétaïres grecques, d'où la sulfureuse réputation des blondes.
À la Renaissance italienne, les femmes se teignent en blond vénitien (roux très clair parfois perçu comme blond aux reflets roux). Au XVIIe siècle, les perruques blondes et rousses pour les femmes leur évitent les décolorations à base de fientes de pigeon ou de soude qui avaient encore lieu au siècle précédent.

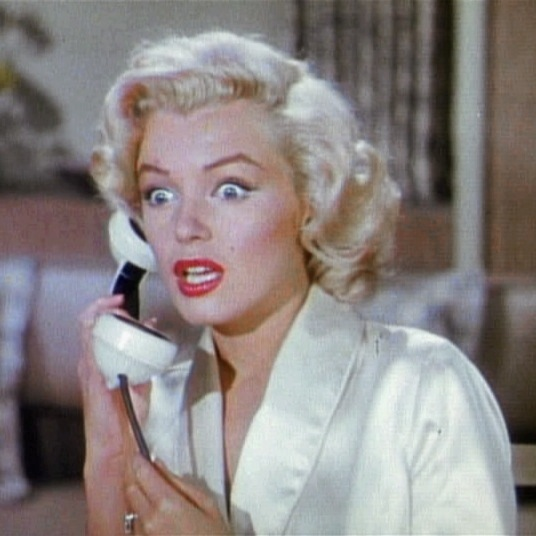
Marilyn Monroe.

Joanna Pitman dans son livre Les Blondes, une drôle d'histoire : d'Aphrodite à Madonna considère la courtisane parisienne Rosalie Duthé comme une des premières blondes notoirement idiote en se basant sur la pièce de 1775 Les Curiosités de la foire qui caricatureraient sa bêtise. Notons tout de même que l'ascension sociale et financière de Rosalie Duthé, qui mourut riche et âgée après avoir connu l'Ancien Régime, la Révolution française et sa Terreur et le Premier Empire, est difficilement compatible avec un tel défaut. Le modèle de la blonde idiote refait surface en 1925 sous la forme de Lorelei Lee, personnage du roman Les hommes préfèrent les blondes et qui est incarné par Marilyn Monroe dans le film homonyme Les hommes préfèrent les blondes d'Howard Hawks sorti en 1953. Dans les années 1950, se développe au cinéma le type de la « Hollywood blonde » avec des actrices à la chevelure blonde platine oxygéné, telles que Marilyn Monroe, Jayne Mansfield, et Betty Hutton. Judy Holliday se spécialise dans le  renversement du stéréotype de la blonde idiote, dans une série de films (Comment l'esprit vient aux femmes, Une femme qui s'affiche, Je retourne chez maman) de George Cukor.

## Symbolique en Occident
Dans la symbolique occidentale, la blondeur a plusieurs significations.
La femme blonde est l'image de la mère, de la Sainte (iconographie religieuse), de la femme mariée[réf. nécessaire] : cette figure a dérivé vers le stéréotype de la blonde dans les fictions ; alors que la femme brune représente plus souvent la maîtresse ou l'aventurière et la femme rousse la tentatrice.
Chez les Québécois et les Néo-brunswickois, on utilise le terme ma blonde, pour désigner son amoureuse, sa conjointe, son épouse, donc la femme que l'on aime (d'où ou d'après la chanson populaire Auprès de ma blonde).
Le blond est aussi souvent la couleur des cheveux des jeunes enfants (d'où l'expression « nos chères têtes blondes ») la blondeur des enfants a souvent tendance à évoluer avec le temps, cette évolution peut être naturelle ou influencée par des éléments extérieurs tels que la pollution urbaine[réf. nécessaire] ; par extension, il symbolise la pureté. Les anges sont également souvent représentés blonds dans la religion chrétienne, tout comme le Christ parfois dont on trouve de très nombreuses représentations en blond foncé aux yeux bleus[réf. nécessaire].
La blondeur fut également envisagée comme un symbole de pureté, mais ethnique. Dans les différentes monarchies germaniques et nordiques qui furent instaurées en Europe lors de l'extension des royaumes barbares au début du Moyen Âge, le cheveu blond et long était un signe de vigueur[réf. nécessaire] qui distinguait les peuples septentrionaux et occidentaux des Romains. Toutefois, chez les Romains, les cheveux blonds étaient aussi valorisés[réf. nécessaire], car il n'était pas rare que les dieux soient représentés avec des cheveux blonds (bien que cette couleur de cheveux soit peu fréquente parmi les populations méditerranéennes).
Dans les cultures qui descendent de ces royaumes, il subsiste des traces de cette positivité associée à la blondeur dans le langage courant. Ainsi, en anglais, le terme fair qui signifie juste ou honnête désigne aussi cette couleur de cheveux.
Cette symbolique de la pureté a été utilisée dans le discours nazi sur la supériorité prétendue de la race aryenne, construite autour de raisonnements idéologiques sur les évolutions raciales. C'est également à une supériorité intellectuelle que sont associés les cheveux blonds chez Rudolf Steiner, fondateur de l'anthroposophie, de l'agriculture biodynamique et inspirateur des écoles Steiner Waldorf, et l'un des buts qu'il donne à l'anthroposophie est précisément de compenser l'abêtissement dû à la raréfaction de la blondeur.
À l'époque post-moderne, la culture hollywoodienne et l'image de l'actrice blonde ont donné une connotation péjorative à la blondeur (voir aussi La blonde « hitchcockienne »). Elle symbolise alors la vie facile et légère, la superficialité, voire la bêtise, préjugés notamment véhiculés par les blagues de blondes.

## Les hommes préfèrent les blondes: mythe ou réalité?
Selon une étude déclarative sur un échantillon représentatif d'étudiants américains, les femmes interrogées estiment que les hommes préfèrent les blondes dans 82,8 % des cas, puis les brunes ou châtains dans 10,3 % des cas et enfin les rousses dans 6,9 % des cas. Les hommes pourtant déclarent trouver les femmes les plus belles celles qui ont des cheveux châtains ou bruns à 44,8 %, blonds à 37,9 % et rousses à 17,2 %. Dans les sociétés occidentales, les soins aux cheveux représentent chez la femme la première source d’investissement financier dans les soins liés au visage,.
En fait, la texture, la longueur mais aussi la couleur jouent des rôles distincts dans le jeu de la séduction et le pouvoir séducteur de la teinte a une origine évolutive et sociale. Pour certains sociobiologistes, si les hommes trouvent les brunes plus attirantes et stables, ils sont aussi attirés par les blondes pour deux raisons : leur rareté (les blondes naturelles représentent environ 5 % de la population mondiale) ; une apparence plus jeune en Occident et donc en meilleure santé, ce qui est associé à un meilleur potentiel reproductif.
Le facteur sociologique permet également d'expliquer ce phénomène : un cliché bien ancré veut que les femmes blondes soient plus attractives, plus belles et soient plus faciles à aborder, ce qui explique qu'elles bénéficient d'une hypermédiatisation : les magazines américains de mode présentent 35 % de blondes et perpétuent ce stéréotype, sans omettre l'enjeu mercantile sous-jacent à cette surreprésentation, l'industrie cosmétique incitant les lectrices à acheter des teintures de cheveux pour ressembler aux mannequins blonds. Enfin, les blondes sont encore plus surreprésentées dans les magazines : plus proches de l'idéal esthétique, présenté tantôt sous un jour plutôt positif tantôt sous un jour plutôt négatif, véhiculé inconsciemment dans toutes les cultures, elles attireraient plus le regard et expliqueraient le sur-fréquence d'histoires graveleuses à leur sujet

## Blondeur et politique en France

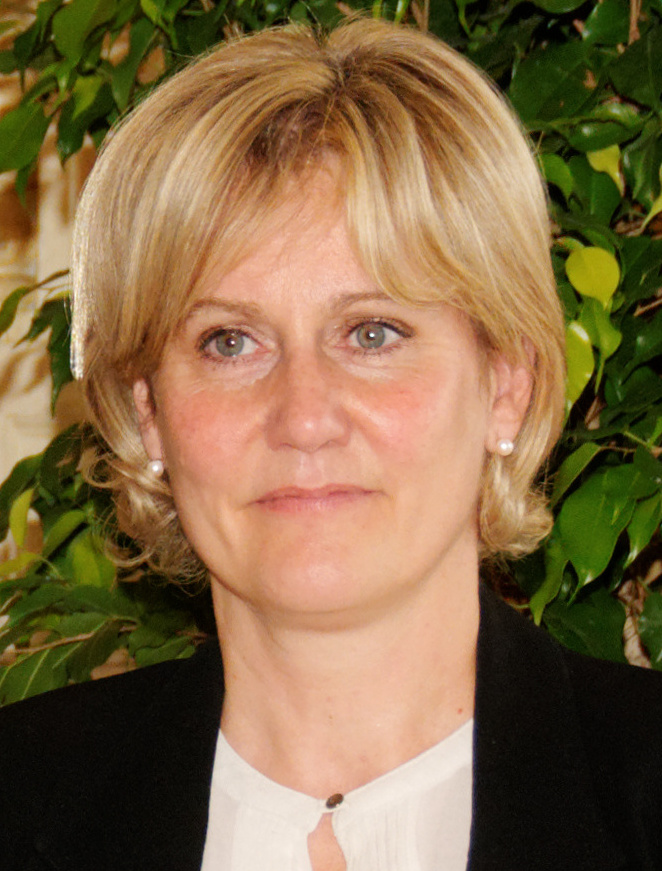
Nadine Morano, citée en 2010 comme exemple-type de la blonde de droite.

En France, dans les années 2010, le thème des rapports entre blondeur et politique fait l'objet de plusieurs publications.
En 2010, une enquête et un sondage menés pour le magazine Causette concluent tous deux que les blondes sont proportionnellement plus nombreuses à droite qu'à gauche,,,,,. Elles représentent ainsi :
- sur les trois échantillons de l'enquête conduite par Antonio Fischetti :
  1. parmi les conseillères régionales élues en 2010 : 62 % de celles du FN, 55 % de celles de l'UMP et 25 % de celles du PS[25] ;
  2. parmi les femmes membres des instances dirigeantes des partis politiques : 49 % à droite et 27 % à gauche[28] ;
  3. parmi les inscrites de sites de rencontre spécialisés selon les idées politiques : 44 % à droite et 23 % à gauche[25],[28] ;
- sur un échantillon représentatif de la population féminine française de plus de 18 ans, sondé par l'Ifop : 27 % des sympathisantes de droite (dont 8 % de blondes naturelles et 19 % de blondes teintes) et 19 % des sympathisantes de gauche (dont 5 % de naturelles et 14 % de teintes)[25] ; l'institut relève une tendance inverse parmi les rousses (qui représentent 6 % des sympathisantes de gauche et 2 % des sympathisantes de droite)[26].

Antonio Fischetti avance deux explications à ces résultats : la pratique de la coloration des cheveux, qui est le fait de la majorité des blondes en France, renverrait elle-même à une vision des rôles sexuels plutôt traditionnelle, où le physique féminin est d'abord considéré comme un moyen de séduire l'homme, vision plus cohérente avec les idées de droite ; quant aux blondes naturelles, d'autant plus courtisées qu'elles sont minoritaires dans la population, elles auraient ainsi plus facilement accès aux milieux les plus aisées, qui sont aussi, en général, plutôt de droite. L'Ifop, tout en exprimant une réticence à aller au-delà du constat, souligne un autre facteur : blondeur déclarée et vote à droite augmentent ensemble avec l'âge.

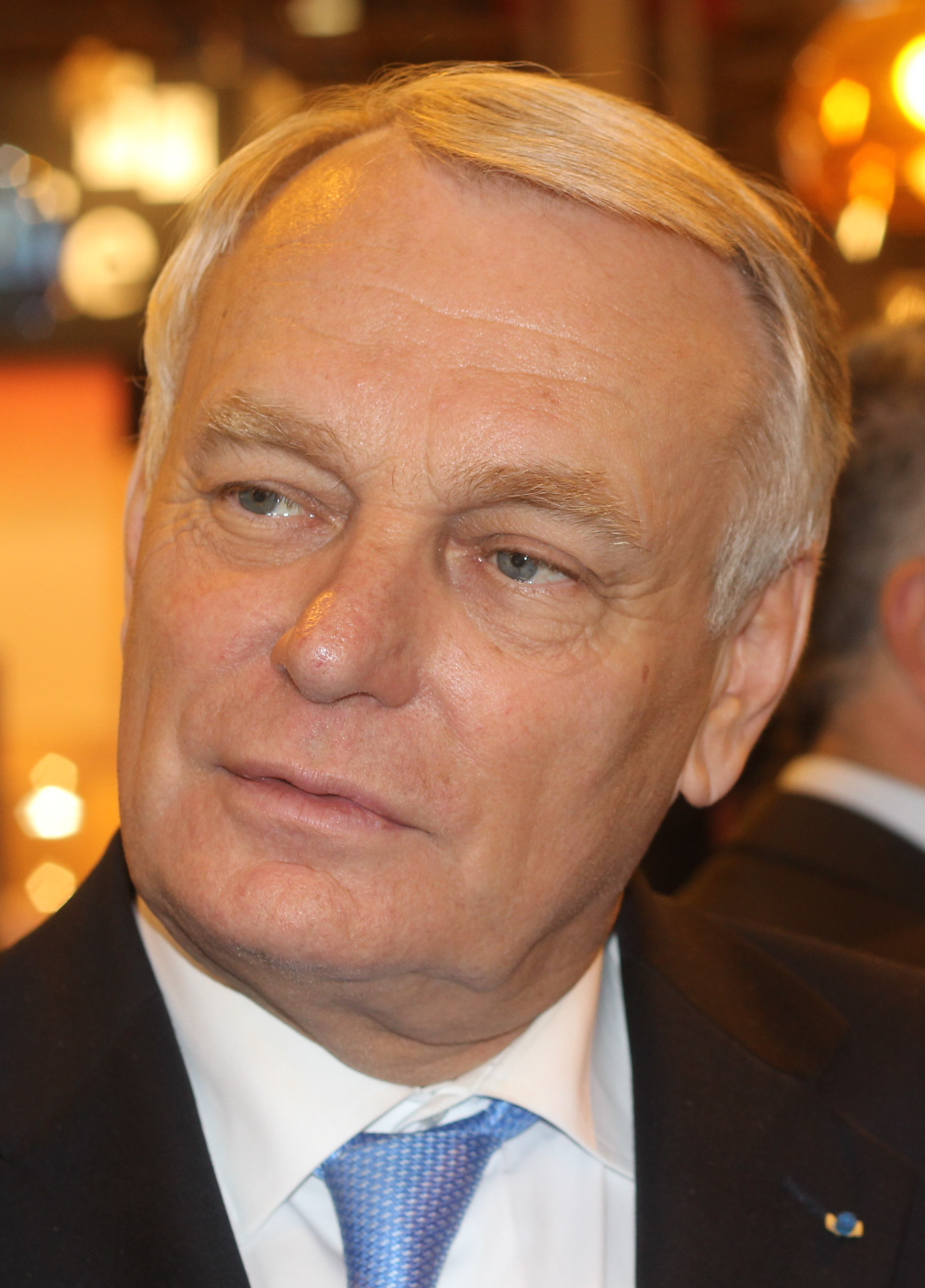
Jean-Marc Ayrault, présent en 2014 parmi les rares députés blonds dénombrés par Slate.

En 2014, rappelant les conclusions de l'enquête et du sondage de Causette, la version française de Slate dépeint, en regard, une situation bien différente pour les hommes. Les blonds, dont les effectifs sont estimés à quelque 10 % de la population masculine du pays, sont proportionnellement nettement moins nombreux dans sa représentation politique : 7 élus sur les 487 hommes que compte alors l'Assemblée nationale. La blondeur semble donc plutôt constituer une difficulté pour l'ascension politique d'un homme. Le magazine en ligne en cherche les raisons dans une perception nourrie par un imaginaire où, depuis les auteurs latins, la blondeur est associée aux envahisseurs guerriers et, à gauche, par un préjugé qui la renvoie « à une symbolique eugéniste qui exalte la pureté au mépris du métissage ».